# Joe Walsh (personnalité politique)
Joseph Walsh (1er mai 1943 - 9 novembre 2014) est une personnalité politique irlandaise du Fianna Fáil, ministre de l'Agriculture et de l'Alimentation de 1992 à 1994 et 1997 à 2004. Il est Teachta Dála (député) pour la circonscription de Cork South-West 1977 à 1981 et 1982 à 2007. Il est sénateur élu par le panel de la culture et de l'éducation de 1981 à 1982.